# Martînivka, Buceaci
Martînivka (în ucraineană Мартинівка) este un sat în comuna Pîleava din raionul Buceaci, regiunea Ternopil, Ucraina.

## Demografie
Componența lingvistică a localității Martînivka
     Ucraineană (94,89%)
     Polonă (5,11%)
Conform recensământului din 2001, majoritatea populației localității Martînivka era vorbitoare de ucraineană (94,89%), existând în minoritate și vorbitori de polonă (5,11%).